# Державна служба геології та надр України
Державна служба геології та надр України (Держгеонадра) — центральний орган виконавчої влади, який реалізує державну політику в галузі геологічного вивчення та раціонального використання надр.
Служба утворена 9 грудня 2010 року шляхом реорганізації Міністерства охорони навколишнього природного середовища України . Веде свою історію від 1 лютого 1918 року.

## Історія
Історія геологічної служби України розпочалася 1 лютого 1918 року, коли тогочасним урядом було затверджено статут і штат Українського геологічного комітету.
На початку ХХ століття геологічна вивченість України була низькою через відсутність державної геологічної служби. Із початком Першої світової війни потреба в такій службі загострилася, і в Києві було створене гідрогеологічне відділення для армій Південно-Західного фронту.
На початку 1917 р. за ініціативою О. Ферсмана організовано відділ сировини Комітету військово-технічної допомоги фронту, який очолив професор Київського університету Володимир Лучицький. У листопаді 1917 p. він склав доповідну записку «До питання про утворення Українського геологічного комітету в Києві» і проєкт його статуту, де аргументовано доводилась необхідність такої установи для геологічного вивчення території України. У результаті статут і штат були затверджені урядом, і з 1 лютого 1918 p. почалася офіційна історія Українського геологічного комітету (УГК) при державному секретаріаті торгівлі. До першого складу УГК увійшли: B. Лучицький (директор) і геологи Г. Буреній, Б. Лічков, В. Мокринський та В. Різниченко. Влітку 1918 року до складу УГК були ще введені I. Гінзбург, M. Безбородько, K. Тимофеєв, В. Чирвінський, Ф. Швець, М. Архангельська, згодом M. Ожегова.
У 1922 p. геологічну службу України було кардинально реорганізовано. З 1 жовтня 1922 р., у зв'язку із затвердженням нового положення про Геологічний комітет у Петрограді, УГК було реорганізовано в автономну філію останнього і, залишаючись загальноукраїнським геологічним закладом, він мав продовжувати дослідження всієї території республіки. Одночасно ухвалено рішення про приєднання до Українського відділення Геологічного комітету (УВГК) «Південзахідпромрозвідки». У жовтні 1929 р. УВГК реорганізовано в Українське районне геологорозвідувальне управління (УРГРУ), що увійшло до складу Головного геологорозвідувального управління при ВРНГ СРСР (колишній Геолком СРСР). У вересні 1931 p. УРГРУ перетворено в Український геологорозвідувальний трест (УГРТ) у складі Всесоюзного об'єднання «Союзгеолрозвідка» Головгеології Наркомважпрому СРСР. 
У 1938 p. Український геологічний трест перетворено на Геологічне управління УРСР, яке з 1939 p. перейшло в підпорядкування Комітету в справах геології при Раді Народних Комісарів СРСР. Основними напрямами були: проведення пошуково-розвідувальних робіт на нерудну сировину, гідрогеологічні дослідження, геофізичні та пошуково-розвідувальні роботи. Велику увагу приділяли проведенню комплексних геологічних досліджень на Нагольному кряжі і розвідувальних робіт на марганець на Нікопольському родовищі, розвідці графітів (Заваллівське родовище) тощо. Складалася петрографічна карта Українського кристалічного масиву, геологічні карти середнього і великого масштабів, а також дрібномасштабні — оглядові.
Після приєднання до СРСР Буковини і Хотинського, Ізмаїльського та Аккерманського округів Бессарабії для координації геологічних досліджень на території західних областей у м. Львові організовано Львівське відділення Геологічного управління. Карпатський науково-дослідний інститут (Кар. НДГІ) у Бориславі було передано в підпорядкування Геологічного управління. Сфера діяльності управління розширилася, була створена велика кількість партій з пошуку й розвідки різних видів корисних копалин і геологічного картування.
У 1941 p. Геологічне управління УРСР перейменоване на Українське геологічне управління (УГУ).
Друга світова війна зупинила геологорозвідувальні роботи в Україні; найважливіші підприємства й організації були перебазовані на Схід, більшість геологів потрапили на фронт, УГУ в скороченому складі працювало в Казахстані. Основні звіти та картографічні матеріали було перевезено до Актюбінська.
Наприкінці 1943 p. — на початку 1944 p., після битви за Дніпро, УГУ повернулося з евакуації до Києва й почало організацію геологорозвідувальних робіт для відновлення народного господарства республіки. Розпочалася відбудова шахт і рудників, відновилися пошуки корисних копалин. У порівняно короткий термін виконано величезний обсяг геологічних досліджень у межах Великого Донбасу, Кривого Рога, Львівсько-Волинського кам'яновугільного басейну. Велике значення надавалося геологічній службі, яка стала однією з найважливіших галузей народного господарства. Перед геологами республіки і країни в цілому було поставлено завдання збільшити запаси корисних копалин і створити їх резерв.
У 1946 році Українське геологічне управління було перейменовано в Українське державне геологічне управління (УДГУ), 
1948 року його перейменували назад на «Українське геологічне управління».
У п'ятдесятих роках геологорозвідувальна служба України зазнала докорінних змін. Рішенням Ради Міністрів УРСР від 22 липня 1957 p. створено Головне управління геології та охорони надр при Раді Міністрів СРСР — Головгеологія УРСР. На неї покладалися функції республіканського органу геологічної служби, у зв'язку з чим до неї були включені всі основні геологорозвідувальні організації, в тому числі й ті, що раніше входили до складу інших міністерств і відомств. 
Після проведеної в 1957 p. перебудови основними виробничими організаціями Головгеології УРСР стали комплексні територіальні геологорозвідувальні трести «Київгеологія», «Дніпрогеологія», «Артемгеологія», «Луганськгеологія», «Кривбасгеологія», які виконували пошукові та розвідувальні роботи всіх видів корисних копалин. Водночас на базі «Укрсхіднафторозвідки» було створено три трести: Чернігівський, Полтавський і Харківський; на базі об'єднання «Укргаз» у Львові — «Львівнафтогазрозвідка», а на півдні республіки — трест «Кримнафтогазрозвідка». Усі вони в період з 1957 по 1959 pp. також увійшли до складу Головгеології УРСР. У 1964 р. на базі Дніпропетровської геофізичної експедиції тресту «Укргеофізрозвідка» Головгеології УРСР створено Центральну геофізичну експедицію, яка у вересні 1965 p. стала трестом «Дніпрогеофізика».
Указом Президії Верховної Ради УРСР від 18.02.1965 року Головгеологію реорганізовано в Державний геологічний комітет при Раді Міністрів УРСР, який з 29 квітня 1965 року очолював Надьожин Петро Хомич.
А вже наприкінці того ж року комітет було перетворено на Міністерство геології УРСР. Міністри: Котиков Михайло Андрійович (23.10.65 — 18.10.67), Шпак Петро Федорович (18.10.67 — 14.07.82), Гавриленко Микола Мефодійович (29.07.82 — 31.12.87). До системи Міністерства увійшли всі геологічні організації та підприємства колишнього Держгеолкому УРСР.
1987 року було утворено Українське державне виробниче об'єднання по геологорозвідувальним роботам «Укргеологія» на базі ліквідованого Мінгеології УРСР . 
1988 року об'єднання було перетворено на Головне координаційно-геологічне управління «Укргеологія». 
Головне координаційно-геологічне управління «Укргеологія» ліквідоване. 
Головне координаційно-геологічне управління «Укргеологія» перетворене в Державний комітет України по геології та використанню надр відповідно до постанови КМУ від 24.05.1991 № 12.
Державний комітет України по геології та використанню надр перетворений відповідно до Указу Президента України від 13.03.1999р. № 250/99 у Комітет України з питань геології та використання надр. 
На базі ліквідованого Комітету України з питань геології та використання надр утворено Міністерство екології та природних ресурсів України і стало його правонаступником (Указ Президента України від 15 грудня 1999 року № 1573/99 «Про зміни у структурі центральних органів виконавчої влади»). 
Державна геологічна служба утворена як урядовий орган у складі Міністерства екології та природних ресурсів України відповідно до постанови Кабінету Міністрів України від 27 грудня 2001 року № 1748 «Про утворення Державної геологічної служби». 
Державна геологічна служба ліквідована постановою Кабінету Міністрів України від 14 квітня 2004 року № 486 «Про деякі питання Державного комітету природних ресурсів». 
Міністерство екології та природних ресурсів України реорганізовано в Державний комітет природних ресурсів України та Міністерство охорони навколишнього природного середовища України.
Державний комітет природних ресурсів України ліквідований згідно з Указом Президента України від 20 квітня 2005 р. № 675/2005 «Про Міністерство охорони навколишнього природного середовища України».
Державна геологічна служба утворена як урядовий орган державного управління у складі Міністерства охорони навколишнього природного середовища України відповідно до постанови Кабінету Міністрів України від 12 липня 2005 року № 550 «Про утворення урядових органів державного управління у складі Міністерства охорони навколишнього природного середовища». 
Державну геологічну службу ліквідовано відповідно до постанови Кабінету Міністрів України № 346 від 28.03.2011 «Про ліквідацію урядових органів».
Державна служба геології та надр України утворена шляхом реорганізації Міністерства охорони навколишнього природного середовища України відповідно до Указу Президента України від 09 грудня 2010 року № 1085/2010 «Про оптимізацію системи центральних органів виконавчої влади».

## Діяльність

### Завдання
Основними завданнями Держгеонадр є:
1. реалізація державної політики у сфері геологічного вивчення та раціонального використання надр;
2. внесення на розгляд Міністра екології та природних ресурсів пропозицій щодо забезпечення формування державної політики у сфері геологічного вивчення та раціонального використання надр.

### Функції
1. Здійснює функції замовника державного контракту з приросту запасів корисних копалин.
2. Веде: державний облік родовищ, запасів і проявів корисних копалин; державний баланс запасів корисних копалин; державний кадастр родовищ і проявів корисних копалин; державний облік підземних вод та водного кадастру.
3. Формує державний резерв родовищ дорогоцінних металів і дорогоцінного каміння та родовищ корисних копалин.
4. Здійснює державну реєстрацію та веде облік робіт і досліджень, пов’язаних з геологічним вивченням надр.
5. Організовує і координує роботу з: обліку параметричних, пошукових, розвідувальних та експлуатаційних нафтових і газових свердловин; ведення єдиної інформаційної системи користування надрами; проведення моніторингу мінерально-сировинної бази, геологічного середовища та підземних вод.
6. Видає в установленому порядку спеціальні дозволи на користування надрами (у тому числі на користування нафтогазоносними надрами).
7. Зупиняє та анулює в установленому порядку дію спеціальних дозволів на користування надрами (у тому числі на користування нафтогазоносними надрами), поновлює їх дію у разі зупинення.
8. Здійснює переоформлення спеціальних дозволів на користування надрами (у тому числі на користування нафтогазоносними надрами), внесення до них змін та видачу дублікатів, продовжує строк дії спеціальних дозволів на користування надрами (у тому числі на користування нафтогазоносними надрами).
9. Здійснює державний контроль за геологічним вивченням раціональним і ефективним використанням надр (державний геологічний контроль) та за дотриманням правил і нормативів користування нафтогазоносними надрами.
10. Складає у межах повноважень, передбачених законом, протоколи про адміністративні правопорушення, розглядає справи про адміністративні правопорушення та накладає адміністративні стягнення.
11. Проводить планові та позапланові перевірки надрокористувачів, за результатами яких (у разі виявлення порушень вимог законодавства) складає акти, видає обов’язкові для виконання вказівки (приписи) про усунення виявлених недоліків і порушень вимог законодавства.
12. Здійснює в установленому порядку контроль за ефективним і цільовим використанням коштів державного бюджету, що спрямовуються на геологічне вивчення надр.
13. Забезпечує розвиток мінерально-сировинної бази, організацію геологічного, геофізичного, геохімічного, гідрогеологічного, інженерно-геологічного та еколого-геологічного, сейсмічного вивчення надр, пошуку і розвідки корисних копалин на території України, у межах територіальних вод, континентального шельфу та виключної (морської) економічної зони України.
14. Виконує роботи із стандартизації, метрології, сертифікації у сфері геологічного вивчення, охорони та використання надр.
15. Організовує проведення державної експертизи звітів з геологічного вивчення надр.
16. Організовує проведення державної експертизи та оцінки запасів і ресурсів корисних копалин, а також інших геологічних матеріалів.
17. Затверджує пооб’єктні плани спеціалізованих підприємств, установ та організацій, які виконують геологорозвідувальні роботи за кошти державного бюджету на території України, вносить до зазначених планів у разі потреби зміни.
18. Розпоряджається геологічною інформацією в установленому порядку.
19. Затверджує в установленому порядку геолого-економічну оцінку запасів нафти і газу та супутніх компонентів;
20. Здійснює проведення фундаментальних та прикладних наукових досліджень, пов’язаних з розробленням та впровадженням у виробництво наукових і методичних основ прогнозування, пошук та розвідку родовищ корисних копалин, прогнозування змін геологічного середовища та інших потреб геологічного вивчення надр.

## Структура
- Голова Держгеонадр;
- Перший заступник голови Держгеонадр;
- Заступник голови Держгеонадр;
- Сектор з внутрішнього аудиту;
- Головний спеціаліст з режимно-секретної роботи;
- Головний спеціаліст з питань запобігання та виявлення корупції;
- Головний спеціаліст з мобілізаційної роботи;
- Управління геології;
- Управління економіки та бухгалтерського обліку;
- Управління надрокористування та міжнародного співробітництва
- Юридичне управління;
- Департамент організаційно-аналітичної роботи та управління персоналом;
- Департамент державного геологічного контролю.

## Керівництво
- Дмитро Гурський (06 лютого 2002 [Архівовано 1 серпня 2021 у Wayback Machine.] — 19 серпня 2004 [Архівовано 1 серпня 2021 у Wayback Machine.], 20 липня 2005 [Архівовано 1 серпня 2021 у Wayback Machine.] — 20 грудня 2006 [Архівовано 1 серпня 2021 у Wayback Machine.])
- Едуард Ставицький (28 грудня 2010[15] — 20 квітня 2012[16])
- Олег Проскуряков (16 травня 2012[17] — 24 грудня 2012[18])
- Валерій Дудінов (16 січня 2013[19] — 19 вересня 2013[20])
- Роман Сторожев (20 грудня 2013[21] — 30 квітня 2014[22])
- Дмитро Кащук (21 травня 2014[23] — 10 грудня 2014[24])
- Микола Бояркін (т.в.о. 23 січня 2015[25] — 18 травня 2017[26][27])
- Олег Кирилюк (т.в.о. з 18 травня 2017[28][29], 27 березня 2019[30] — 25 вересня 2019[31])
- Вадим Гончаренко (т.в.о. 25 вересня 2019 — 8 листопада 2019[32])
- Роман Опімах (з 8 листопада 2019[33])

## Реформи

### Зміни в законодавстві, запроваджені Держгеонадрами
- Постанова Кабінету Міністрів України «Про внесення змін до порядків, затверджених постановами Кабінету Міністрів України від 30 травня 2011 р. № 594  і від 30 травня 2011 р. № 615 та визнання такими, що втратили чинність, деяких актів Кабінету Міністрів України»

Ця постанова важлива для всіх потенційних та дійсних надрокористувачів. Впроваджуючи ці норми, Держгеонадра створити сприятливі умови для впровадження кращої світової практики з питань забезпечення прозорості процесу проведення аукціонів для залучення приватних інвестицій у видобуток вуглеводнів.
Також цією службою вперше запроваджено висвітлення кожного етапу проходження поданих заявниками документів та ухвалення рішення про отримання спецдозволів на користування надрами шляхом інформування через офіційний вебсайт. Засідання аукціонного комітету відтепер є відкритими. Тобто кожен може бути присутнім при ухваленні рішення. А сам аукціон, окрім цього, транслюють на каналі YouTube. 
Також цією постановою врегульовано надання погоджень місцевими радами. Суть цього питання полягає у тому, що за попередньою редакцією пункту 9 Порядку № 615 надання надр у користування заявником самостійно погоджувалось з місцевими радами та Мінприроди. Це означає, що відтепер погодження не треба чекати роками без об’єктивних пояснень. Облрада в певні терміни, які відповідають Закону про місцеве самоврядування, а саме в 90 днів мають висловити свою позицію: або відмовити, або надати, але не ігнорувати запит громадянина країни.
- Положення про Держгеонадра

У 2014 році відновлено попередню редакцію Конституції України, за якою утворення та визначенні функції центральних органів виконавчої влади переходять до компетенції Кабміну. Це європейська практика. Відповідно до цього, Держгеонадра потребували нового положення як основи її роботи. Пропозиції Служби прийняли та втілили в життя. Діяльність Держгеонадр відтепер врегульовано юридичним актом. 
- Наказ Міністерства екології та природних ресурсів України від 23.03.2016 № 110 «Про затвердження Порядку внесення відомостей про об’єм видобутих підземних вод водокористувачами до автоматизованої системи обліку видобутих підземних вод».

У 2012  році уряд ухвалив рішення про врегулювання обліку видобутку підземної води. Раніше були механічні лічильники, але при цьому паперова звітність проводилась раз на рік і це не дозволяла вести актуальний облік  використання водних ресурсів. 
У 2016 році прийнято порядок реалізації цього рішення. Завдяки ініціативі Держгеонадр, вода в України буде обраховуватися приватними лічильниками з подальшою передачею до центральної комп’ютерної системи обліку. Це забезпечить облік видобутих підземних вод, ведення державного обліку та реєстру артезіанських свердловин, наповнення його реальними даними щодо водних запасів в Україні та як наслідок контроль за належним використанням цього стратегічно важливого природного ресурсу.
- Наказ Міністерства екології та природних ресурсів України від 14.03.2016 № 97 «Про затвердження форм звітності щодо обліку запасів корисних копалин та інструкцій з їх заповнення»

Держгеонадра впорядкували звітність від надрокористувачів щодо обліку запасів корисних копалин.  Зазначений наказ затвердив три форми звітності щодо користування надрами, що містять тверді горючі, металічні та неметалічні корисні копалини, нафту, природний газ, конденсат, етан, пропан, бутани, гелій та підземні води, а також три відповідні інструкції із єдиними вимогами до заповнення цих форм звітності.
Таким чином цей наказ забезпечує здійснення обліку запасів і ресурсів вищезазначених корисних копалин, отримання систематизованої інформації про їх кількість, якість, видобуток, втрати та ступінь промислового освоєння для ухвалення управлінських рішень щодо забезпечення раціонального та комплексного використання родовищ у процесі промислової розробки, а також для визначення напрямів подальшого геологічного вивчення, дозволяє володіти надійною інформацією щодо забезпеченості економіки країни достовірними та вірогідними їх запасами.
- Наказ Міністерства екології та природних ресурсів України від 06.07.2016 № 246 «Про затвердження Положення про Комісію з питань надрокористування».

З 2016 року Комісія працює за офіційним положенням. Таким чином створено прозорі умови роботи комісії. Це дозволяє потенційному надрокористувачу орієнтуватися щодо перспективи ухвалення рішення щодо його заявки.

### Розроблені Держгеонадрами зміни до законодавства
- Проєкт Закону України «Про внесення зміни до статті 6 Закону України «Про державну геологічну службу України»

На сьогодні законодавством України вже не передбачено ліцензування діяльності з видобутку дорогоцінних металів і дорогоцінного каміння, дорогоцінного каміння органогенного утворення і напівдорогоцінного каміння. Держгеонадра пропонують спростити регулювання цієї діяльності і в спеціальному Законі України «Про державну геологічну службу» також виключити її з-під обов’язкового ліцензування.
- Проєкт Закону України «Про внесення зміни до статті 6 Закону України «Про внесення зміни до статті 21 Кодексу України про надра»

З метою дерегуляції у надрокористуванні Держгеонадрами пропонується скорочення дублюючих дозвільних документів шляхом вилучення погоджень Держпродспоживслужби, а також ліквідованого Держгірпромнагляду на надання надр у користування для видобування прісних підземних вод і розробки родовищ торфу.
Натомість у Кодексі закріплюється погодження: Мінприроди (яке на сьогодні згідно актів Уряду погоджує всі випадки надання надр у користування); Ради міністрів АР Крим, обласних, Київської і Севастопольської міських рад (на корисні копалини загальнодержавного значення); районних, міських, селищних, сільських рад (на корисні копалини місцевого значення).
Це дозволить врахувати питання захисту екології та інтереси місцевих громад.
- Проєкт Закону України «Про внесення зміни до статті 65 Кодексу України про надра»

Зазначений закон розроблено Держгеонадрами з урахуванням статті 276 Кодексу України про адміністративні правопорушення (далі — КУпАП), відповідно до якої справа про адмінправопорушення розглядається за місцем його вчинення, але в той же час законами України може бути передбачено й інше місце розгляду справи.
На сьогодні існує 6 міжрегіональних територіальних органів Держгеонадр, чисельність яких всього 26 посадових осіб. Враховуючи наведене, в Держгеонадр відсутня можливість забезпечити належний розгляд справ про адмінправопорушення за місцем їх вчинення.
З цією метою законопроєкт визначає місце розгляду справи про адміністративне правопорушення саме за місцезнаходженням Держгеонадр її уповноваженими посадовими особами. Ці зміни забезпечать дотримання строків розгляду справ про адмінправопорушення, встановлених КУпАП, а також визначеної законодавством процедури розгляду таких справ.
- Проєкт Закону України «Про внесення зміни до статті 46 Закону України «Про місцеве самоврядування» (щодо погодження надання надр у користування)»

На сьогодні погодження органами місцевого самоврядування надання ділянок надр у користування як шляхом продажу на аукціоні, так і без аукціону відповідно до чинного законодавства є уповільненим у часі, а його прискорення значно ускладнене з огляду на винесення таких питань виключно на розгляд чергової сесії відповідних рад (за загальним правилом — раз на квартал), що становить дійсно важливу проблему при отриманні спецдозволів та перешкоджає діяльності надрокористувачів.
Отже, законопроєкт пропонує передбачити у статті 46 Закону України «Про місцеве самоврядування в Україні» норму, згідно з якою сесія місцевої ради скликається з питань погодження надання надр у користування не рідше ніж один раз на місяць. Це дозволить прискорити надання спецдозволів, тим самим сприяючи покращенню господарювання та інвестиційному клімату у цій сфері.
- Проєкт Закону України «Про внесення змін до деяких законодавчих актів України (щодо охорони надр)»

У зв’язку з ліквідацією Держгірпронагляду пропонується передати його функції з охорони надр Держгеонадрам як центральному органу виконавчої влади у сфері геологічного вивчення та раціонального використання надр шляхом внесення змін до: Кодексу України про надра; Гірничого закону України; Закону України «Про нафту і газ»; Водного кодексу України; Закону України «Про курорти»; Кодексу України про адміністративні правопорушення.
Таким чином передача функцій з охорони надр до Держгеонадр дозволить, зокрема, здійснювати погодження питань з охорони надр при їх наданні у користування та забезпечити у цій сфері державний нагляд і контроль.
- Проєкт постанови Кабінету Міністрів України «Про внесення змін, відновлення дії та визнання такими, що втратили чинність, деяких постанов Кабінету Міністрів України»

Держгеонадрами узагальнено практику застосування законодавства та, виходячи з проблем практичної реалізації, враховуючи останні зміни, внесені постановами Кабінету Міністрів України від 30.12.2015 № 1173 та від 06.04.2016 № 277, зроблено висновок, що Порядок надання спеціальних дозволів на користування надрами, затверджений постановою Кабінету Міністрів України від 30.05.2011 № 615, та Порядок проведення аукціонів з продажу спеціальних дозволів на користування надрами, затверджений постановою Кабінету Міністрів України від 30.05.2011 № 594, потребують подальшого удосконалення та дерегуляції.
З огляду на це Держгеонадрами розроблено проєкт постанови Кабінету Міністрів України «Про внесення змін, відновлення дії та визнання такими, що втратили чинність, деяких постанов Кабінету Міністрів України» з урахуванням пропозицій як фахівців Держгеонадр та державних геологічних підприємств, так і представників бізнесу та громадських об’єднань.
Проєкт, зокрема:
а) удосконалює норму, за якою ПАТ «Укргазвидобування» як суб’єкт ринку природного газу, на який згідно із законом покладено виконання спеціальних обов’язків на ринку природного газу, матиме змогу отримати спецдозволи без аукціону;
б) відновлює дію постанови Кабінету Міністрів України від 15 липня 1997 р. № 742 «Про надання спеціальних дозволів на користування ділянками надр з метою геологічного вивчення та видобування стратегічно важливих корисних копалин», що дозволить забезпечити захист державних інтересів та врегулювати надання спеціальних дозволів на геологічне вивчення та видобування корисних копалин стратегічного значення;
в) з метою зменшення тиску на бізнес скоротити кількість підстав для відмови у наданні, продовженні строку дії, внесенні змін до спецдозволу;
г) усуває деякі колізії у Порядку 615, що удосконалюють надання спецдозволів.
- Проєкт постанови Кабінету Міністрів України «Про внесення змін до Методики визначення вартості запасів і ресурсів корисних копалин родовища або ділянки надр, що надаються у користування»

Проєкт пропонує зміни до Методики визначення вартості запасів і ресурсів корисних копалин родовища або ділянки надр, що надаються у користування, щоб привести її положення у відповідність до вимог міжнародної Класифікації запасів і ресурсів корисних копалин та доповнити її міжнародними цифровими тризначними кодами з розподілу запасів і ресурсів за рівнем промислового, техніко-економічного та геологічного вивчення. Це дозволить іноземним інвесторам краще орієнтуватись в законодавчих актах України, про які запаси чи ресурси конкретно йде мова, уніфікувати з міжнародною практикою процедуру обрахунку та класифікації запасів корисних копалин.
- Проєкт постанови Кабінету Міністрів України «Про внесення змін до Методики визначення початкової ціни продажу на аукціоні спеціального дозволу на користування надрами»

Проєкт розроблено із залученням Державного наукового геологорозвідувального інституту, який є провідною фаховою науковою установою у сфері обрахунку вартості запасів корисних копалин.
Проєкт пропонує зміни до Методики визначення початкової ціни продажу на аукціоні спеціального дозволу на право користування надрами з метою: привести її положення до чинного законодавства України у сфері надрокористування; підвищити прозорість принципу розрахунку початкової вартості спецдозволів; запровадити диференційований підхід до обрахунку вартості запасів залежно від цільового призначення робіт (розвідка чи видобуток), ступеня достовірності геологічних матеріалів (ресурси чи запаси) і виду покладів залежно від складності видобутку (традиційні чи нетрадиційні методи).
- Проєкт постанови Кабінету Міністрів України «Про внесення змін до деяких постанов Кабінету Міністрів України»

Проєкт приводить Порядок використання коштів, передбачених у державному бюджеті для розвитку мінерально-сировинної бази, затвердженого постановою Кабінету Міністрів України від 28 лютого 2011 року № 301, та Порядок проведення геологорозвідувальних робіт за рахунок коштів державного бюджету, затвердженого постановою Кабінету Міністрів України від 25.01.1999 № 83, у відповідність до чинного законодавства. Також він визначає, що ціллю використання бюджетних коштів є виконання Загальнодержавної програми розвитку мінерально-сировинної бази України на період до 2030 року, затвердженої Законом України від 21.04.2010 № 3268-VI, та визначає конкретні документи як підставу виконання геологорозвідувальних робіт.
Проєкт постанови Кабінету Міністрів України «Про внесення зміни у додаток до постанови Кабінету Міністрів України від 25 червня 2001 р. № 702»
Геологічна інформація, яка є державною власністю, реалізується Держгеонадра, а кошти, отримані за користування нею та від її продажу, зараховуються до державного бюджету. При цьому кошти, отримані органами державної влади від надання послуг, спрямовуються у розмірах згідно з додатком до постанови Кабінету Міністрів України від 25.06.2001 № 702 на організацію надання цих послуг шляхом зарахування на спеціальні реєстраційні рахунки в органах Держказначейства.
Отже, проєкт пропонує додаток до постанови Кабінету Міністрів України від 25.06.2001 № 702 «Про порядок використання коштів, отриманих органами державної влади від надання ними послуг відповідно до законодавства, та їх розміри» доповнити Держгеонадрами як органом державної влади, що отримує кошти в розмірі 100% плати за користування геологічною інформацією, яка є державною власністю, і від її продажу, для спрямування цих коштів на: удосконалення збирання, обробки, оцифрування, зберігання та наукове опрацювання геологічної інформації; придбання для зазначених цілей програмного забезпечення, переклади іноземної літератури і передплату періодичних видань, а також необхідну для цього закупівлю відповідного обладнання.
В кінцевому результаті проєкт дозволить забезпечити виконання завдань, поставлених у Плані дій Кабінету Міністрів України (щодо поетапного переведення геологічної інформації у цифровий формат).
- Проєкт постанови Кабінету Міністрів України «Про внесення зміни до пункту 5 Порядку використання коштів, передбачених у державному бюджеті для розвитку мінерально-сировинної бази»

Проєкт приведе Порядок використання коштів, передбачених у державному бюджеті для розвитку мінерально-сировинної бази, затверджений постановою Кабінету Міністрів України від 28 лютого 2011 року № 301, у відповідність до чинного законодавства.
На сьогодні прийнято постанову Кабінету Міністрів України від 23 квітня 2014 року № 117 «Про здійснення попередньої оплати товарів, робіт і послуг, що закуповуються за бюджетні кошти», якою визнано такою, що втратила чинність попередню постанову з цього питання - від 9 жовтня 2006 року № 1404.
Але при цьому Порядок № 301 містить безпосередню вказівку на дотримання постанови № 1404 при попередній оплаті геологорозвідувальних робіт, тому він має бути приведений у відповідність до чинного законодавства шляхом посилання на актуальний чинний нормативно-правовий акт, тобто, постанову № 117. Зазначеним проєктом передбачено відповідну заміну редакції абзацу другого пункту 5 Порядку № 301.
- Проєкт наказу Міністерства екології та природних ресурсів України «Про затвердження Правил розробки нафтових і газових родовищ»

Цей проєкт розроблено відповідно до Закону України «Про нафту і газ» і встановлює вимоги до:
-        дослідно-промислової та промислової розробки родовищ нафти і газу;
технологій спорудження нафтових і газових свердловин;
-        облаштування промислових споруд з урахуванням вимог безпеки населення, навколишнього природного середовища;
-        регламентує відносини, що виникають під час користування нафтогазоносними надрами;
-        містить норми по тексту та цілий окремий розділ щодо регулювання видобутку нетрадиційних вуглеводнів в Україні.
- Проєкти наказів Міністерства екології та природних ресурсів України:

-        «Про затвердження Інструкції про зміст, оформлення, і порядок подання на розгляд Державної комісії України по запасах корисних копалин матеріалів геолого-економічних оцінок металічних і неметалічних корисних копалин»;
-        «Про затвердження Інструкції про зміст, оформлення та порядок подання в ДКЗ геолого-економічної оцінки родовищ нафти і газу»
Метою розробки зазначених наказів є приведення вже існуючих відповідних нормативно-правових актів Державної комісії по запасах корисних копалин України у відповідність до норм чинного законодавства шляхом затвердження оновлених редакцій цих Інструкцій наказами уповноваженого на це суб’єкта нормотворення, тобто Мінприроди.
- Проєкти наказів Міністерства екології та природних ресурсів України:

-        «Про внесення змін до деяких наказів Державного комітету України по геології і використанню надр, Міністерства екології та природних ресурсів України»;
-        «Про визнання таким, що втратив чинність, наказу Міністерства охорони навколишнього природного середовища та ядерної безпеки України, Державного комітету України по нагляду за охороною праці, Державного комітету України по геології і використанню надр, Державного комітету України по земельних ресурсах від 30 листопада 1995 року № 136/18/22/4»
Метою розробки зазначених наказів є перегляд щодо актуальності на сьогодні та наступне приведення текстів деяких нормативно-правових актів 1990-х років у відповідність до норм чинного законодавства.

## Кодекс про надра
Завданням Кодексу України про надра є регулювання гірничих відносин з метою забезпечення раціонального, комплексного використання надр для задоволення потреб у мінеральній сировині та інших потреб суспільного виробництва, охорони надр, гарантування при користуванні надрами безпеки людей, майна та навколишнього природного середовища, а також охорона прав і законних інтересів підприємств, установ, організацій та громадян.
Сьогодні Державна служба геології та надр України працює над створенням нової редакції Кодексу про надра, адже редакція 1994 року є застарілою для реалій сьогодення. Задля стабільності та подальшого розвитку геологічної галузі, Служба веде діалог з Єврокомісією, з Американською торговою палатою, вітчизняними та іноземними надрокористувачами. Всім тим, хто причетний до геологічної галузі запропоновано внести свої ініціативи по реформуванню галузі. 
Кодекс має врегулювати порядок надрокористування в Україні та містить чимало новацій порівняно з чинним законодавством, зокрема:  
- пропонує перейти від чинної системи отримання спеціальних дозволів на користування надрами (як документів дозвільного характеру) до укладення між Держгеонадрами та надрокористувачем договорів про використання надр;  
- пропонує ввести право користування надрами у цивільний оборот з можливістю його продажу, внесення в заставу, у статутний капітал тощо (за погодженням з Держгеонадрами);  
- запровадити замість аукціонів з продажу права користування надрами процедуру проведення конкурсу, що відповідно має змінити основні критерії для вибору переможця;  
- можливість обмеження розпорядження земельною ділянкою до визначення переможця конкурсу (з метою захисту інтересів інвесторів та уникнення надання перспективних ділянок для інших потреб) та інші. 

## Організації і підприємства
Державні організації та підприємства геологічного профілю:
- державні регіональні геологічні підприємства (ДРГП)
  - СхідДРГП (Луганськ)
  - ДонецькДРГП
  - ДРГП «Північгеологія» (Київ)
  - ПричорноморДРГП (Одеса)
  - ПівнічсхідДРГП (Полтава);
- казенні підприємства
  - Кіровгеологія (Київ)
  - Південукргеологія (Дніпро)
  - Південекогеоцентр (Сімферополь);
- державні геологічні підприємства
  - Західукргеологія (Львів)
  - Полтавнафтогазгеологія
  - Чернігівнафтогазгеологія
  - Кримгеологія (Сімферополь)
  - Північукргеологія (Київ)
  - Донбасгеологія (Артемівськ)
  - Луганськгеологія
  - Державний інформаційний геологічний фонд України «Геоінформ»
  - Геосервіс
  - Центрукргеологія (Черкаси).
- державні геофізичні підприємства
  - Укргеофізика (Київ)
  - Балакліяпромгеофізика (Балаклія Харківська область)
- державні підприємства
  - Геотехсервіс (Луганськ)
  - Горліврозвідка (Горлівка Донецької області)
  - Агрогеологія (Балаклія, Харківська область)
  - Державна комісія України по запасах корисних копалин
  - Державна комісія з експертизи геологічних проєктів і кошторисів (Київ)
- науково-дослідні інститути
  - Український державний геологорозвідувальний інститут (УкрДГРІ)
  - Український державний інститут мінеральних ресурсів (УкрДІМР)
  - Інститут технології буріння (ІТБ) (Полтава)
  - Український державний проєктний інститут «Укрдіпрогеолбуд» (Полтава)
- навчальні заклади
  - Коледж геологорозвідувальних технологій
  - Полтавський нафтовий геологорозвідувальний технікум